# Paradoxa de Skolem
La paradoxa de Skolem és una paradoxa que apareix a teoria de conjunts i lògica com a conseqüència paradoxal del teorema de Löwenheim-Skolem. La paradoxa va ser introduïda en la discussió del matemàtic noruec Thoralf Skolem en un article de 1922. D'acord amb el teorema de Löwenheim-Skolem tota axiomatització d'una teoria matemàtica utilitzant un llenguatge de primer ordre que tingui un nombre finit de signes distints admet un model numerable. Per exemple, la formalització de la teoria de conjunts usual de Zermelo-Fraenkel afirma l'existència de conjunts no numerables. Però existeix un model que satisfà els axiomes d'aquesta teoria que és ell mateix numerable. La resolució de la paradoxa requereix distingir adequadament entre els conjunts com objecte descrit per la teoria i els conjunts com a instrument utilitzat per construir un model. La paradoxa a més reflecteix una limitació de la lògica de primer ordre que implica que per una mateixa teoria poden existir models de cardinalitat molt diferents. A més de models numerables, naturalment l'axiomatització de Zermelo-Fraenkel admet models no numerables, que intuïtivament no resulten paradoxals.